# Ceahlău, Neamț
Ceahlău (în trecut, Schitu) este satul de reședință al comunei cu același nume din județul Neamț, Moldova, România.

## Personalități
- Eftimie Luca (1914-2014), arhiepiscop ortodox român (al Arhiepiscopiei Romanului și Bacăului)